# Warszawskie Zakłady Urządzeń Informatyki „Meramat”

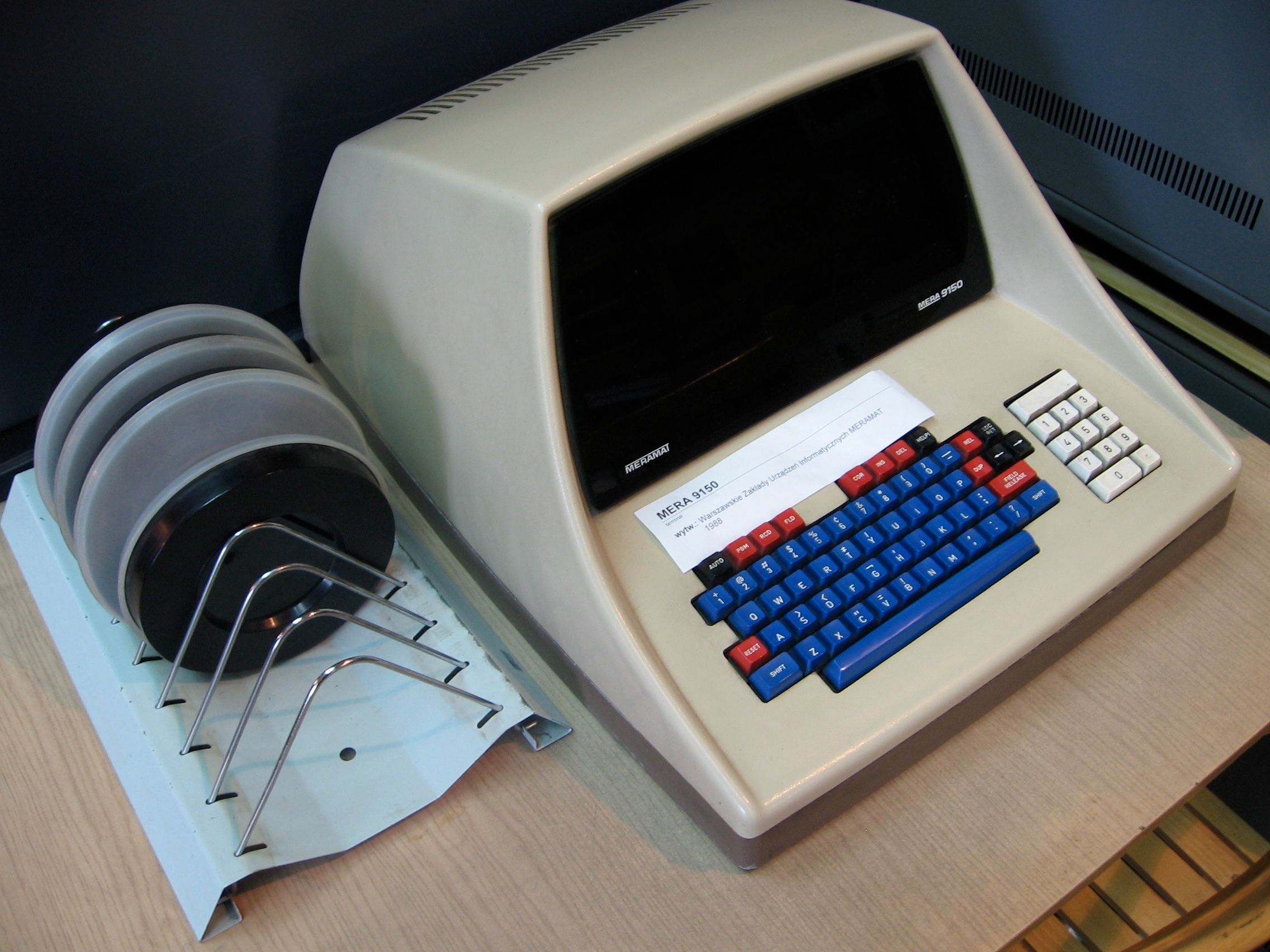
Mera 9150 terminal

Warszawskie Zakłady Urządzeń Informatyki „Meramat” – zakład produkcji urządzeń informatycznych, specjalizujący się w wyrobach głowic magnetycznych do zapisu cyfrowego i pamięci taśmowych. Zlikwidowany w 1996 r.
Zakłady Meramat powstały w 1970 r. w wyniku połączeniu Warszawskich Zakładów Aparatury Laboratoryjnej i Pomiarowej przy ul. Postępu 13 w Warszawie na Służewcu oraz Zakładów Przetwórstwa Tworzyw Sztucznych PLASTIC. Wchodziły w skład Zjednoczenia „Mera”.  
Do asortymentu Zakładów należały:  pamięci taśmowe szybkie PT-3, PT-3M, PT-305/310 na taśmy o szerokości 1/2 cala na podstawie dokumentacji Instytutu Maszyn Matematycznych, pamięci taśmowe wolne PT-105-1, pamięci kasetowe PK-1.
W późniejszych latach Meramat produkowały także systemy MERA-9150 na licencji firmy REDIFON do wprowadzania danych na magnetycznych nośnikach. 
Zakłady funkcjonowały przy ul. Wynalazek 6 w Warszawie. U szczytu swej działalności pracowało w nich 1590 osób i były trzecim co do skali zatrudnienia zakładem przemysłowym na obszarze tzw. Służewca Przemysłowego. Zlikwidowany w 1996 r. w celu prywatyzacji. 